# Sympoventuria capensis
Sympoventuria capensis är en svampart som beskrevs av Crous & Seifert 2007. Sympoventuria capensis ingår i släktet Sympoventuria och familjen Venturiaceae.   Inga underarter finns listade i Catalogue of Life.